# مونتی ۱۶۱۵۸
سیارک ۱۶۱۵۸ (به انگلیسی: 16158 Monty، نامگذاری:2000AV50) شانزده هزار و صد و پنجاه و هشتمین سیارک کشف شده‌است که در ۵ ژانویه ۲۰۰۰ کشف شد.
قدر مطلق سیارک برابر ۲۰.۴ است.